# Rebeka Dremelj
Rebeka Dremelj (ur. 25 lipca 1980 w Brežicach) – słoweńska piosenkarka i modelka, prezenterka telewizyjna, aktorka, Miss Słowenii 2001.
Reprezentantka Słowenii w wyborach Miss World 2001 w Sun City i w 53. Konkursie Piosenki Eurowizji (2008).

## Kariera w modelingu
W 2001 wzięła udział w wyborach Miss Słowenii, które wygrała, dzięki czemu reprezentowała Słowenię podczas Miss World Talent Show 2001 w Sun City. Założyła własną firmę bieliźnianą – Rebeka's Dream.

## Kariera muzyczna
W 2001 podpisała kontrakt z wytwórnią Sony Records London, pod której szyldem w ciągu kolejnych dwóch latach wydała dwa albumy studyjne: Priv korak w 2002 i To sem jaz w 2003. W 2004 zakwalifikowała się do stawki konkursowej programu Evrovizijska Melodija (EMA), wyłaniającego reprezentanta Słowenii w Konkursie Piosenki Eurowizji, do którego zgłosiła się z utworem „Ne boš se igral”, wyłonionym spośród 83 zgłoszeń nadesłanych do siedziby krajowego nadawcy publicznego. Na początku lutego pomyślnie przeszła przez półfinał i awansowała do finału, w którym zajęła 10. miejsce. W 2005 ponownie wystartowała w selekcjach, tym razem plasując się na trzecim miejscu z piosenką „Pojdi z menoj”, a także wydała trzeci album studyjny pt. Pojdi z menoj. W 2006 po raz trzeci uczestniczyła w programie EMA, zajęła czwarte miejsce z utworem „Noro se ujameva”, wykonanym w duecie z Domenem Kumerem.

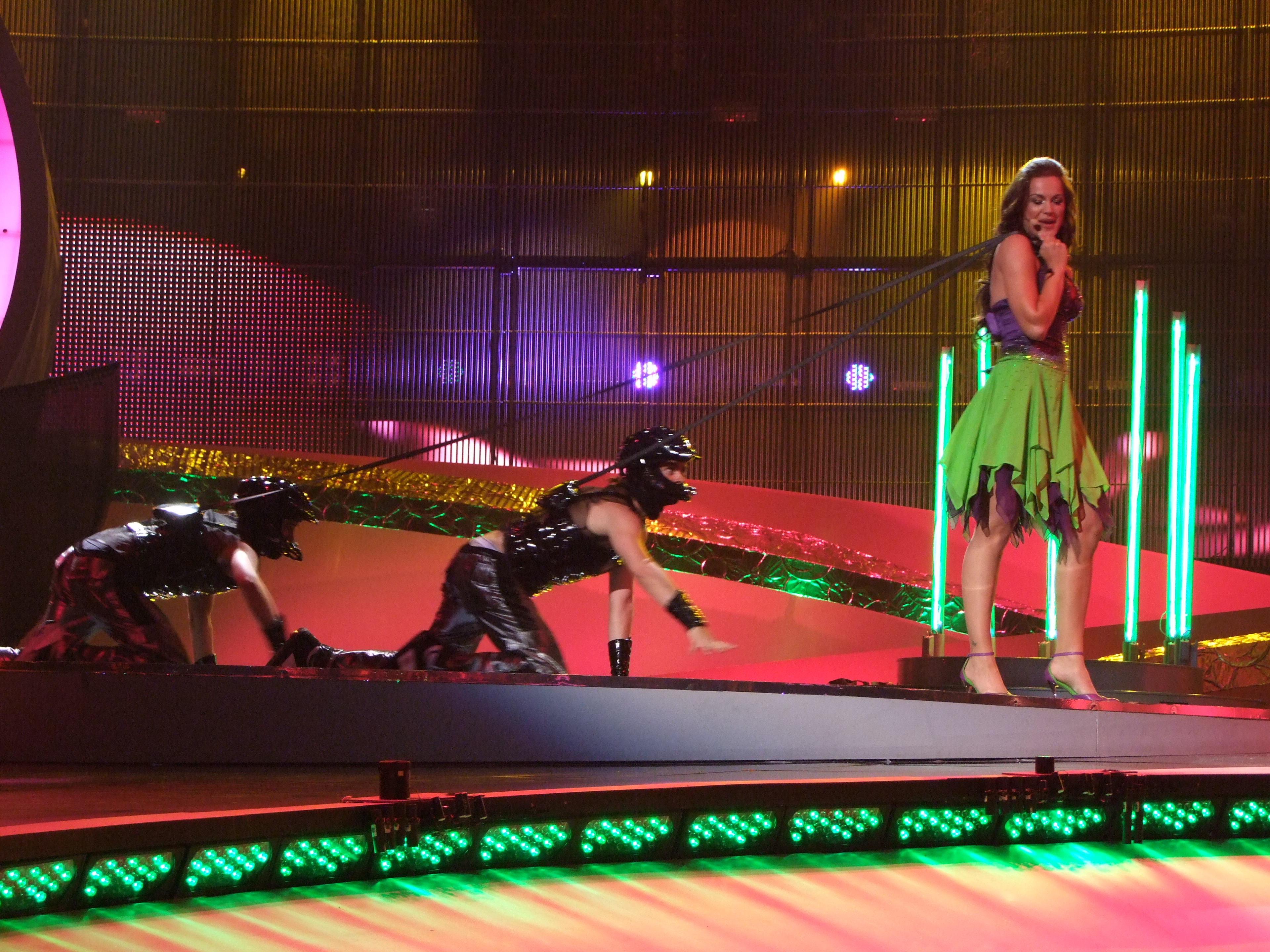
Rebeka Dremelj podczas 53. Konkursu Piosenki Eurowizji w 2008 roku

W 2008 zwyciężyła z utworem „Vrag naj vzame” w finale programu EMA, dzięki czemu została reprezentantką Słowenii w 53. Konkursie Piosenki Eurowizji organizowanym w Belgradzie. Po finale selekcji na potrzeby promocyjne nagrała singel w języku angielskim – „Heavy Weather”, jednak podczas konkursu wykonała piosenkę w oryginalnej wersji językowej. 16 marca ogłoszono, że wystąpi w pierwszym półfinale konkursu z ósmym numerem startowym. 11 maja w Belgradzkiej Arenie rozpoczęła próby generalne do występu, a 20 maja wystąpiła w półfinale, w którym zajęli 11. miejsce, przez co nie awansowała do finału.
W 2009 wydała czwarty album studyjny pt. Nepremagljiva. W październiku 2010 premierę miała jej piąta płyta pt. Differo.

## Działalność charytatywna
Niejednokrotnie wzięła udział w koncertach charytatywnych. Zysk ze sprzedaży debiutanckiej płyty pt. Prvy karok przekazała na promocję szkoły podstawowej w Senovo, a dochód z filmu Na svoji vesni – na rozwój UNICEF.

## Dyskografia
Albumy studyjne
- Prvi korak (2002)
- To sem jaz (2004)
- Pojdi z menoj (2005)
- Nepremagljiva (2009)
- Differo (2010)